# Ивановка (Любинский район)
Ива́новка — деревня в Любинском районе Омской области. Входит в состав Тавричанского сельского поселения.

## История
Основана в 1908 году. В 1928 году посёлок Ивановский состоял из 88 хозяйств, основное население — русские. В административном отношении находился в составе Таврического сельсовета Любинского района Омского округа Сибирского края.

## Население
| 2010 |
| ---- |
| 67   |